# Eleições estaduais no Rio Grande do Norte em 2018
As eleições estaduais do Rio Grande do Norte em 2018 foram realizadas em 7 de outubro, como parte das eleições gerais no Brasil. Os eleitores aptos a votar elegeram seus representantes na seguinte proporção: oito deputados federais, dois senadores e vinte e quatro deputados estaduais. Também escolheram a governadora para o mandato de 1° de janeiro de 2019 a 31 de dezembro de 2022. De acordo com a legislação eleitoral, como nenhum dos candidatos ao cargo de governador atingir mais de 50% dos votos válidos, um segundo turno foi realizado em 28 de outubro, sendo Fátima Bezerra eleita governadora do estado, além de que a única mulher eleita para o cargo de governador nas eleições de 2018.

## Contexto

### Eleições de 2014
Na eleição de 2014, o ex-deputado estadual Robinson Faria foi eleito governador do Rio Grande do Norte no segundo turno, com 54,42% dos votos válidos. Ele foi eleito na coligação Liderados pelo Povo, com Fábio Dantas, do PCdoB, como seu vice-governador. A ex-deputada federal Fátima Bezerra (PT), da mesma coligação, foi eleita senadora da república com 54,84% dos votos válidos.
A bancada potiguar na Câmara Federal teve 6 mudanças e nenhum partido conseguiu mais que uma cadeira. No poder legislativo estadual, o PMDB manteve a maior bancada, com cinco deputados, seguido pelo PROS, com quatro eleitos.

### Governo Robinson Faria
O governador Robinson Faria foi empossado em 1º de janeiro de 2015. Iniciou o mandato já com pouca força no legislativo, apenas 6 dos 24 deputados na Assembleia Legislativa foram aliados de Faria na campanha eleitoral. Além disso, ainda em seu primeiro ano, perdeu força com algumas de suas bases de apoio no governo, com o PT-RN finalmente rompendo com o governo em abril de 2016, após seu filho e deputado federal Fabio Faria votar a favor do impeachment da então presidente da República Dilma Rousseff. O ano de 2017 foi marcado por diversos fatos relacionados à segurança pública: o maior massacre a detentos da história do estado, ocorrido na Penitenciária de Alcaçuz; a maior fuga em massa de presos na história do RN, na Penitenciária Estadual de Parnamirim; as atuações emergenciais das Forças Armadas; e as 2.405 mortes violentas ocorridas no estado, maior número na história do RN e que colocou o estado na liderança do ranking de violência dos estados do Brasil.

## Candidatos

### Governador(a)
| Candidato(a)            | Candidato(a) | Candidato(a) | Último cargo que ocupou                       | Partido e número | Candidato(a) a vice   | Coligação                                                                              | Tempo no horário eleitoral |
| ----------------------- | ------------ | ------------ | --------------------------------------------- | ---------------- | --------------------- | -------------------------------------------------------------------------------------- | -------------------------- |
| Brenno Queiroga         |              |              | Prefeito de Olho d'Água do Borges (2013–2016) | SD — 77          | Sérgio Leocádio SD    | Renova RN (SD, PV, DC, PSC, PSL. PPL, PMN e PATRI)                                     | 46 segundos                |
| Carlos Alberto Medeiros |              |              |                                               | PSOL — 50        | Cida Dantas PSOL      | —                                                                                      | 12 segundos                |
| Carlos Eduardo Alves    |              |              | Prefeito de Natal (2013–2018)                 | PDT — 12         | Kadu Ciarlini PP      | 100% RN (PDT, PP, MDB, DEM, e PODE)                                                    | 2 minutos e 35 segundos    |
| Dário Barbosa           |              |              |                                               | PSTU — 16        | Socorro Ribeiro PSTU  | —                                                                                      | 6 segundos                 |
| Fátima Bezerra          |              |              | Senadora da República (2015–2018)             | PT — 13          | Antenor Roberto PCdoB | Do lado certo (PT, PCdoB e PHS)                                                        | 1 minuto e 30 segundos     |
| Freitas Júnior          |              |              |                                               | REDE — 18        | Flávio Rebouças REDE  | —                                                                                      | 8 segundos                 |
| Heró Bezerra            |              |              |                                               | PRTB — 28        | Antônio Bento PRTB    | —                                                                                      | 8 segundos                 |
| Robinson Faria          |              |              | Governador do Rio Grande do Norte (2015–2018) | PSD — 55         | Tião Couto PR         | Trabalho e superação (PSD, PR, PSDB, PTB, PPS, PRB, PMB, PTC, PSB, PRP, AVANTE e PROS) | 3 minutos e 30 segundos    |

### Senadores
| Candidato(a)                | Suplentes                                         | Número | Coligação                                                                              |
| --------------------------- | ------------------------------------------------- | ------ | -------------------------------------------------------------------------------------- |
| Alexandre Motta (PT)        | Jana Sá (PCdoB) Jaílson Morais (PHS)              | 131    | Do lado certo (PT, PCdoB e PHS)                                                        |
| Ana Célia Siqueira (PSTU)   | Cherlinton Saraiva (PSTU) Nazareno Godeiro (PSTU) | 161    | —                                                                                      |
| Antônio Jácome (PODE)       | Joelmo Teles (PODE) Alda Leda Taveira (PODE)      | 199    | 100% RN (PDT, PP, MDB, DEM, e PODE)                                                    |
| Garibaldi Alves Filho (MDB) | Marcelo Queiroz (MDB) Bernardo Rosado (PP)        | 154    | 100% RN (PDT, PP, MDB, DEM, e PODE)                                                    |
| Geraldo Melo (PSDB)         | Ezequiel Ferreira (PSDB) Haroldo Azevedo (PSDB)   | 456    | Trabalho e superação (PSD, PR, PSDB, PTB, PPS, PRB, PMB, PTC, PSB, PRP, AVANTE e PROS) |
| Joanílson Rêgo (DC)         | Douglas Azevedo (PATRI) Josué Moreira (DC)        | 277    | Renova RN (SD, PV, DC, PSC, PSL, PPL, PMN e PATRI)                                     |
| João Morais (PSTU)          | Rejane Rodrigues (PSTU) Edineide Paiva (PSTU)     | 169    | —                                                                                      |
| João Napoleão (REDE)        | João Maciel (REDE) Cibelle Marques (REDE)         | 188    | —                                                                                      |
| Jurandir Marinho (PRTB)     | Francisca Souza (PRTB) Antônio Lopes (PRTB)       | 288    | —                                                                                      |
| Laílson Almeida (PSOL)      | Gerlane Melo (PSOL) Walmir Soriano (PSOL)         | 500    | —                                                                                      |
| Levi Costa (PRTB)           | Weldson Pereira (PRTB) Geracina Ferreira (PRTB)   | 282    | —                                                                                      |
| Magnólia Figueiredo (SD)    | Ricardo Caxangá (SD) Rivaldo Fernandes (PV)       | 777    | Renova RN (SD, PV, DC, PSC, PSL, PPL, PMN e PATRI)                                     |
| Styvenson Valentim (REDE)   | Alisson Taveira (REDE) Margarida Brandão (REDE)   | 180    | —                                                                                      |
| Telma Gurgel (PSOL)         | Santino Arruda (PSOL) Tita Holanda (PSOL)         | 502    | —                                                                                      |
| Zenaide Maia (PHS)          | Júnior Souto (PT) Manoel Roberto (PHS)            | 313    | Do lado certo (PT, PCdoB e PHS)                                                        |

### Governo do estado
Levando em conta que para o senado o eleitor irá votar duas vezes, as pesquisas possuem um universo de 200%
| Período da pesquisa            | Instituto | Margem de erro | Candidato   | Candidato   | Candidato   | Candidato   | Candidato       | Candidato      | Candidato   | Candidato    | Brancos ou Nulos | Não sabe |
| Período da pesquisa            | Instituto | Margem de erro | Alves (PDT) | Fátima (PT) | Faria (PSD) | Brenno (SD) | Medeiros (PSOL) | Freitas (REDE) | Heró (PRTB) | Dário (PSTU) | Brancos ou Nulos | Não sabe |
| ------------------------------ | --------- | -------------- | ----------- | ----------- | ----------- | ----------- | --------------- | -------------- | ----------- | ------------ | ---------------- | -------- |
| 31/07 a 2 de agosto de 2018    | Seta      | ±3,5%          | 14,7%       | 25,5%       | 8,7%        | 0,6%        | 2,6%            | 0,2%           | 0,2%        | 0,0%         | 37,0%            | 10,5%    |
| 14/08 a 16 de agosto de 2018   | Ibope     | ±3%            | 15%         | 34%         | 8%          | 1%          | 2%              | 0%             | 0%          | 0%           | 31%              | 9%       |
| 18/09 a 20 de setembro de 2018 | Ibope     | ±3%            | 25%         | 39%         | 13%         | 3%          | 2%              | 1%             | 1%          | 1%           | 10%              | 5%       |

### Senado Federal
Levando em conta que para o senado o eleitor irá votar duas vezes, as pesquisas possuem um universo de 200%
| Período da pesquisa            | Instituto | Margem de erro | Candidato        | Candidato  | Candidato       | Candidato   | Candidato     | Candidato  | Candidato     | Candidato    | Candidato     | Candidato     | Candidato      | Candidato    | Candidato       | Candidato      | Candidato      | Brancos ou Nulos | Não sabe |
| Período da pesquisa            | Instituto | Margem de erro | Styvenson (REDE) | Maia (PHS) | Garibaldi (MDB) | Melo (PSDB) | Jácome (PODE) | Motta (PT) | Magnólia (SD) | Célia (PSTU) | Gurgel (PSOL) | Morais (PSTU) | Marinho (PRTB) | Costa (PRTB) | Napoleão (REDE) | Joanilson (DC) | Lailson (PSOL) | Brancos ou Nulos | Não sabe |
| ------------------------------ | --------- | -------------- | ---------------- | ---------- | --------------- | ----------- | ------------- | ---------- | ------------- | ------------ | ------------- | ------------- | -------------- | ------------ | --------------- | -------------- | -------------- | ---------------- | -------- |
| 31/07 a 2 de agosto de 2018    | Seta      | ±3,5%          | 13,3%            | 14,0%      | 14,2%           | 6,1%        | 4,5%          | 0,5%       | 1,5%          | 3,1%         | 2,6%          | 1,8%          | 5,5%           | 1,9%         | 2,3%            | 0,2%           | 1,2%           | 88,3%            | 39,0%    |
| 14/08 a 16 de agosto de 2018   | Ibope     | ±3%            | 23%              | 12%        | 21%             | 14%         | 7%            | 4%         | 2%            | 4%           | 1%            | 2%            | 1%             | 3%           | 2%              | 1%             | 1%             | 74%              | 28%      |
| 18/09 a 20 de setembro de 2018 | Ibope     | ±3%            | 27%              | 25%        | 21%             | 20%         | 13%           | 5%         | 4%            | 2%           | 2%            | 2%            | 2%             | 1%           | 1%              | 1%             | 1%             | 45%              | 28%      |

## Resultado da eleição para governador

### Primeiro turno

Candidato mais votado por município no 1.º turno (167 municípios):
Fátima Bezerra
Carlos Eduardo Alves
Robinson Faria

Conforme o acervo do Tribunal Superior Eleitoral foram apurados 1.620.544 votos nominais, 86.111 votos em branco (4,38%) e 259.795 votos nulos (13,21%) resultando no comparecimento de 1.966.450 eleitores.
| Candidatos a governador(a) do estado | Candidatos a vice-governador(a) | Número | Coligação                                                                             | Votação | Percentual |
| ------------------------------------ | ------------------------------- | ------ | ------------------------------------------------------------------------------------- | ------- | ---------- |
| Fátima Bezerra PT                    | Antenor Roberto PCdoB           | 13     | Do lado certo (PT, PCdoB e PHS)                                                       | 748.150 | 46,17%     |
| Carlos Eduardo Alves PDT             | Kadu Ciarlini PP                | 12     | 100% RN (PDT, PP, MDB, DEM e PODE)                                                    | 525.933 | 32,04%     |
| Robinson Faria PSD                   | Tião Couto PR                   | 55     | Trabalho e superação (PSD, PR, PSDB, PPS, PRB, PMB, PTC, PTB PSB, PRP, AVANTE e PROS) | 192.037 | 11,85%     |
| Brenno Queiroga SD                   | Sérgio Leocádio SD              | 77     | Renova RN (SD, PV, DC, PSC, PSL, PPL, PMN, e PATRI)                                   | 106.345 | 6,56%      |
| Carlos Alberto Medeiros PSOL         | Cida Dantas PSOL                | 50     | PSOL (sem coligação)                                                                  | 31.306  | 1,93%      |
| Freitas Júnior REDE                  | Flávio Rebouças REDE            | 18     | REDE (sem coligação)                                                                  | 9.067   | 0,56%      |
| Heró Bezerra PRTB                    | Antônio Bento PRTB              | 28     | PRTB (sem coligação)                                                                  | 4.327   | 0,27%      |
| Dário Barbosa PSTU                   | Socorro Ribeiro PSTU            | 16     | PSTU (sem coligação)                                                                  | 3.379   | 0,21%      |

### Segundo turno
Conforme o acervo do Tribunal Superior Eleitoral foram apurados 1.775.945 votos nominais, 34.072 votos em branco (1,75%) e 132.179 votos nulos (6,81%) resultando no comparecimento de 1.942.196 eleitores.
| Candidatos a governador(a) do estado | Candidatos a vice-governador(a) | Número | Coligação                          | Votação   | Percentual |
| ------------------------------------ | ------------------------------- | ------ | ---------------------------------- | --------- | ---------- |
| Fátima Bezerra PT                    | Antenor Roberto PCdoB           | 13     | Do lado certo (PT, PCdoB e PHS)    | 1.022.910 | 57,60%     |
| Carlos Eduardo Alves PDT             | Kadu Ciarlini PP                | 12     | 100% RN (PDT, PP, MDB, DEM e PODE) | 753.035   | 42,40%     |

## Resultado da eleição para senador
Conforme o acervo do Tribunal Superior Eleitoral foram apurados 1.473.368 votos nominais, 166.542 votos em branco (8,61%) e 295.195 votos nulos (15,25%) resultando no comparecimento de 1.935.105 eleitores.
| Candidatos a senador da República | Candidatos a suplente de senador              | Número | Coligação                                                                              | Votação | Percentual |
| --------------------------------- | --------------------------------------------- | ------ | -------------------------------------------------------------------------------------- | ------- | ---------- |
| Styvenson Valentim REDE           | Alisson Taveira REDE Margarida Brandão REDE   | 180    | REDE (Sem coligação)                                                                   | 745.827 | 25,63%     |
| Zenaide Maia PHS                  | Júnior Souto PCdoB Manoel Roberto PHS         | 313    | Do lado certo (PT, PCdoB e PHS)                                                        | 660.315 | 22,69%     |
| Geraldo Melo PSDB                 | Ezequiel Ferreira PSDB Haroldo Azevedo PSDB   | 456    | Trabalho e superação (PSD, PR, PSDB, PPS, PRB, PMB, PTB, PTC, PSB, PRP, AVANTE e PROS) | 382.249 | 13,14%     |
| Garibaldi Alves Filho MDB         | Marcelo Queiroz MDB Bernardo Rosado PP        | 154    | 100% RN (PDT, PP, MDB, DEM e PODE)                                                     | 376.199 | 12,93%     |
| Antônio Jácome PODE               | Joelmo Teles PODE Alda Leda Taveira PODE      | 199    | 100% RN (PDT, PP, MDB, DEM e PODE)                                                     | 307.399 | 10,57%     |
| Alexandre Motta PT                | Jana Sá PCdoB Jaílson Morais PHS              | 131    | Do lado certo (PT, PCdoB e PHS)                                                        | 242.465 | 8,33%      |
| Magnólia Figueiredo SD            | Ricardo Caxangá SD Rivaldo Fernandes PV       | 777    | Renova RN (SD, PV, DC, PSC, PSL, PPL, PMN e PATRI)                                     | 114.055 | 3,92%      |
| Telma Gurgel PSOL                 | Santino Arruda PSOL Tita Holanda PSOL         | 502    | PSOL (Sem coligação)                                                                   | 23.846  | 0,82%      |
| Joanílson Rêgo DC                 | Douglas Azevedo PATRI Josué Moreira DC        | 277    | Renova RN (SD, PV, DC, PSC, PSL, PPL, PMN e PATRI)                                     | 15.418  | 0,53%      |
| Levi Costa PRTB                   | Weldson Pereira PRTB Geracina Ferreira PRTB   | 282    | PRTB (Sem coligação)                                                                   | 14.709  | 0,51%      |
| Ana Celia PSTU                    | Cherlinton Saraiva PSTU Nazareno Godeiro PSTU | 161    | PSTU (Sem coligação)                                                                   | 8.233   | 0,28%      |
| Laílson Almeida PSOL              | Gerlane Melo PSOL Walmir Soriano PSOL         | 500    | PSOL (Sem coligação)                                                                   | 7.420   | 0,26%      |
| João Napoleão REDE                | João Maciel REDE Cibelle Marques REDE         | 188    | REDE (Sem coligação)                                                                   | 7.166   | 0,25%      |
| João Morais PSTU                  | Rejane Rodrigues PSTU Edineide Paiva PSTU     | 169    | PSTU Sem coligação)                                                                    | 4.291   | 0,15%      |
| Jurandir Marinho PRTB             | Francisca Souza PRTB Antônio Lopes PRTB       | 288    | PRTB (Sem coligação)                                                                   | 0       | 0,00%      |

## Deputados federais eleitos
São relacionados os candidatos eleitos com informações complementares da Câmara dos Deputados. Ressalte-se que os votos em branco eram incluídos no cálculo do quociente eleitoral nas disputas proporcionais até 1997, quando essa anomalia foi banida de nossa legislação.
| Deputados federais eleitos | Partido | Votação | Percentual | Cidade onde nasceu | Unidade federativa  |
| Benes Leocádio             | PTC     | 125.841 | 7,82%      | Santana do Matos   | Rio Grande do Norte |
| Natália Bonavides          | PT      | 112.998 | 7,02%      | Natal              | Rio Grande do Norte |
| João Maia                  | PR      | 93.505  | 5,81%      | Brejo do Cruz      | Paraíba             |
| Rafael Motta               | PSB     | 82.791  | 5,14%      | Natal              | Rio Grande do Norte |
| General Girão              | PSL     | 81.640  | 5,07%      | Fortaleza          | Ceará               |
| Walter Alves               | MDB     | 79.333  | 4,93%      | Natal              | Rio Grande do Norte |
| Beto Rosado                | PP      | 71.092  | 6,09%      | Mossoró            | Rio Grande do Norte |
| Fabio Faria                | PSD     | 70.350  | 4,37%      | Natal              | Rio Grande do Norte |

## Resultado para a Assembleia Legislativa
Estavam em jogo 24 cadeiras da Assembleia Legislativa do Rio Grande do Norte.

### Partidos
|                       |                                                |           |            |          |               |      |  |  |  |  |
| Partidos              | Partidos                                       | Votos     | % de votos | Assentos | % de assentos | +/–  |  |  |  |  |
| PSDB                  | Partido da Social Democracia Brasileira        | 295.817   | 17.54      | 5        | 20.83         | +5   |  |  |  |  |
| PSD                   | Partido Social Democrático                     | 167.924   | 9.96       | 2        | 8.33          | -1   |  |  |  |  |
| SD                    | Solidariedade                                  | 138.364   | 8.20       | 2        | 8.33          | +1   |  |  |  |  |
| MDB                   | Movimento Democrático Brasileiro               | 128.067   | 7.59       | 2        | 8.33          | -3   |  |  |  |  |
| PT                    | Partido dos Trabalhadores                      | 126.355   | 7.49       | 2        | 8.33          | +1   |  |  |  |  |
| PR                    | Partido da República                           | 95.355    | 5.65       | 1        | 4.16          | –    |  |  |  |  |
| AVANTE                | Avante                                         | 89.022    | 5.28       | 1        | 4.16          | –    |  |  |  |  |
| PSL                   | Partido Social Liberal                         | 74.531    | 4.42       | 1        | 4.16          | –    |  |  |  |  |
| PSOL                  | Partido Socialismo e Liberdade                 | 69.817    | 4.14       | 1        | 4.16          | –    |  |  |  |  |
| PTC                   | Partido Trabalhista Cristão                    | 56.659    | 3.36       | 2        | 8.33          | +2   |  |  |  |  |
| PHS                   | Partido Humanista da Solidariedade             | 46.847    | 2.78       | 1        | 4.16          | –    |  |  |  |  |
| PMB                   | Partido da Mulher Brasileira                   | 45.936    | 2.72       | 0        | 0             | Novo |  |  |  |  |
| DEM                   | Democratas                                     | 42.925    | 2.55       | 1        | 4.16          | -1   |  |  |  |  |
| PPL                   | Partido Pátria Livre                           | 41.386    | 2.45       | 1        | 4.16          | Novo |  |  |  |  |
| PCdoB                 | Partido Comunista do Brasil                    | 40.093    | 2.38       | 0        | 0             | -1   |  |  |  |  |
| PRB                   | Partido Republicano Brasileiro                 | 36.608    | 2.17       | 0        | 0             | –    |  |  |  |  |
| PROS                  | Partido Republicano da Ordem Social            | 33.550    | 1.99       | 1        | 4.16          | -3   |  |  |  |  |
| PDT                   | Partido Democrático Trabalhista                | 31.260    | 1.85       | 0        | 0             | -1   |  |  |  |  |
| PSB                   | Partido Socialista Brasileiro                  | 23.276    | 1.38       | 0        | 0             | -2   |  |  |  |  |
| PSC                   | Partido Social Cristão                         | 20.691    | 1.23       | 0        | 0             | –    |  |  |  |  |
| PTB                   | Partido Trabalhista Brasileiro                 | 17.750    | 1.05       | 0        | 0             | –    |  |  |  |  |
| PRP                   | Partido Republicano Progressista               | 16.051    | 0.95       | 0        | 0             | –    |  |  |  |  |
| REDE                  | Rede Sustentabilidade                          | 13.465    | 0.80       | 0        | 0             | Novo |  |  |  |  |
| PV                    | Partido Verde                                  | 7.157     | 0.42       | 0        | 0             | –    |  |  |  |  |
| DC                    | Democracia Cristã                              | 6.572     | 0.39       | 0        | 0             | –    |  |  |  |  |
| PODE                  | Podemos                                        | 5.715     | 0.34       | 0        | 0             | –    |  |  |  |  |
| PP                    | Partido Progressista                           | 5.507     | 0.30       | 0        | 0             | –    |  |  |  |  |
| PATRI                 | Patriota                                       | 4.967     | 0.29       | 0        | 0             | –    |  |  |  |  |
| PSTU                  | Partido Socialista dos Trabalhadores Unificado | 3.305     | 0.20       | 0        | 0             | –    |  |  |  |  |
| PRTB                  | Partido Renovador Trabalhista Brasileiro       | 1.058     | 0.06       | 0        | 0             | –    |  |  |  |  |
| PPS                   | Partido Popular Socialista                     | 834       | 0.05       | 0        | 0             | –    |  |  |  |  |
| PCO                   | Partido da Causa Operária                      | 98        | 0.01       | 0        | 0             | –    |  |  |  |  |
| Votos nulos/brancos   | Votos nulos/brancos                            | 279.858   | –          | –        |               | –    |  |  |  |  |
| Total                 | Total                                          | 1.966.450 | 100        | 24       |               | 0    |  |  |  |  |
| Eleitores registrados | Eleitores registrados                          | 2.372.548 |            | –        |               | –    |  |  |  |  |

### Deputados estaduais eleitos
| Deputados estaduais eleitos | Partido | Votação | Cidade onde nasceu | Unidade federativa  |
| Ezequiel Ferreira           | PSDB    | 58.221  | Natal              | Rio Grande do Norte |
| Gustavo Carvalho            | PSDB    | 47.544  | Natal              | Rio Grande do Norte |
| Bernardo Amorim             | AVANTE  | 42.049  | Natal              | Rio Grande do Norte |
| Tomba Farias                | PSDB    | 41.249  | Santa Cruz         | Rio Grande do Norte |
| Nelter Queiroz              | MDB     | 40.717  | Jucurutu           | Rio Grande do Norte |
| Hermano Morais              | MDB     | 38.053  | Natal              | Rio Grande do Norte |
| Galeno Torquato             | PSD     | 34.532  | São Miguel         | Rio Grande do Norte |
| George Soares               | PR      | 34.263  | Natal              | Rio Grande do Norte |
| Raimundo Fernandes          | PSDB    | 33.965  | São Miguel         | Rio Grande do Norte |
| Cristiane Dantas            | PPL     | 33.860  | Natal              | Rio Grande do Norte |
| Kelps Lima                  | SD      | 33.819  | Natal              | Rio Grande do Norte |
| Getúlio Rêgo                | DEM     | 33.477  | Portalegre         | Rio Grande do Norte |
| Isolda Dantas               | PT      | 32.963  | Natal              | Rio Grande do Norte |
| Kleber Rodrigues            | AVANTE  | 32.755  | Natal              | Rio Grande do Norte |
| Vivaldo Costa               | PSD     | 32.638  | Caicó              | Rio Grande do Norte |
| Albert Dickson              | PROS    | 31.698  | Natal              | Rio Grande do Norte |
| Souza                       | PHS     | 31.097  | Natal              | Rio Grande do Norte |
| Coronel Azevedo             | PSL     | 27.606  | Recife             | Pernambuco          |
| José Dias                   | PSDB    | 27.275  | Umarizal           | Rio Grande do Norte |
| Francisco do PT             | PT      | 23.448  | Parelhas           | Rio Grande do Norte |
| Eudiane Macedo              | PTC     | 22.333  | Natal              | Rio Grande do Norte |
| Allyson Bezerra             | SD      | 20.228  | Natal              | Rio Grande do Norte |
| Ubaldo Fernandes            | PTC     | 20.148  | Natal              | Rio Grande do Norte |
| Sandro Pimentel             | PSOL    | 19.158  | Natal              | Rio Grande do Norte |